# Bénichon
 (octobre 2022).
Si vous disposez d'ouvrages ou d'articles de référence ou si vous connaissez des sites web de qualité traitant du thème abordé ici, merci de compléter l'article en donnant les références utiles à sa vérifiabilité et en les liant à la section « Notes et références ».

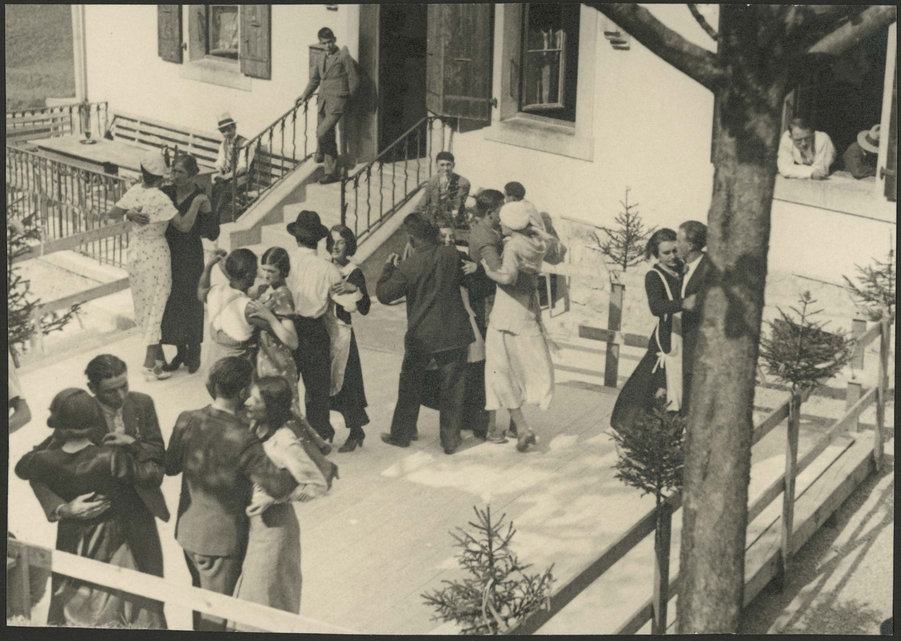
Danse à la Bénichon à Motélon, c. 1920.

La Bénichon est une fête populaire du canton de Fribourg. Elle fait partie des traditions vivantes de Suisse. Souvent célèbrée sous la forme d'un repas de famille, la bénichon est aussi fêtée au niveau des collectivités publiques.

## Historique
Au XVe siècle, la « bénission » était la fête patronale paroissiale, donc la fête du village. La fête durait trois jours, avec un grand repas, des danses et des jeux. Par la suite, la Bénichon devint la fête des récoltes et la descente des troupeaux de l'alpage (la désalpe (Rindya), qui est l'opposée de la Poya, montée à l'alpage du printemps). C'est lors de la bénichon que les couples se formaient. On y dansait et chantait, et buvait le petit "blanc vaudois". Les vieux racontaient leurs aventures du service militaire à l'étranger, et tout le monde parlait de la sorcière Catillon (Catherine Repond de Villarvolard, brûlée en 1731). En 1746, près d'Ependes, après quelques pichets de vin en trop, il y eut une véritable bataille qui fit un mort. Les autorités décidèrent alors que toutes les bénichons devraient avoir dorénavant lieu le deuxième dimanche de septembre.

## Dates de la Bénichon
La Bénichon a lieu en général le deuxième dimanche du mois d'octobre dans la plupart des communes des districts de la Gruyère et de la Veveyse ainsi que dans la Haute Sarine (Le Mouret, Treyvaux, Épendes, Arconciel, Snèdes, Ferpicloz) et dans certaines communes de la Singine. Les deux chefs-lieux font exception : la ville de Bulle fête le deuxième dimanche de septembre, tandis qu'à Châtel-Saint-Denis, elle a lieu le 3e dimanche d'octobre et est célébrée avec un grand cortège traditionnel qui traverse la ville, avec troupeau de vaches en tête. Ailleurs elle a généralement lieu le deuxième dimanche de septembre. On parle parfois de Bénichon de la plaine, ou Bénichon de partout (septembre) et Bénichon de la montagne (octobre). D'autres exceptions existent, notamment dans des villages où la Bénichon a toujours lieu lors de la fête patronale : St-Martin, Saint-Sylvestre, Vuisternens-devant-Romont (St-Jacques). Cependant la Bénichon peut encore avoir lieu à d'autres dates : Bollion (Fribourg) fête la Bénichon le deuxième dimanche de juillet, Romont fête la Bénichon le dernier dimanche d'août pour la partie dans les remparts (Bénichon intra-muros) et l'avant dernier dimanche de septembre pour l'extérieur des remparts (Bénichon extra-muros).
Dans la partie germanophone du canton, le Haut-Lac germanophone fête la bénichon le 1er dimanche d'octobre, tandis que les communes de la Singine se partagent principalement entre le 2e dimanche de novembre, correspondant à la fête de la Saint Martin (Alterswil, Heitenried, Planfayon, Tavel, Guin, Ueberstorf, Schmitten) le 2e dimanche de septembre (St-Ursen, Flamatt) et le 2e dimanche d'octobre (Chevrilles, Tinterin, Saint-Antoine, Bösingen, Brünisried).

## Menu de Bénichon
Le menu de Bénichon est toujours préparé et partagé de nos jours. Il diffère selon les villages.
- Cuchaule et moutarde de Bénichon se mangeaient au petit déjeuner, après la messe, car il fallait jeûner depuis minuit pour communier. Ensuite il y avait le cortège, les danses et l'apéritif au "cabaret". La soupe se servait vers 13 heures.
- Bouillon et croûtons
- Bouilli - soupe aux choux (cuite avec le jambon et le saucisson) - Carottes (et éventuellement raves et/ou céleri), saupoudrées de persil
- Ragoût de mouton aux raisins - purée de pommes de terre
- Jambon de la borne, saucisson, langue de veau, lard, choux, carottes et pommes de terre
- Gigot d'agneau, purée de pommes de terre et poires à Botzi
- Plateau de fromages de la région (Gruyère, vacherin, etc.)
- Meringues et crème double (de préférence de la Gruyère ou de Châtel)
- Corbeille de fruits
- Bricelets et pain d'anis
- Cuquettes, beignets, croquets